# Bi-Bestia
La Bi-Bestia es un personaje ficticio que aparece en los cómics publicados por Marvel Comics.

## Historia de publicación
La Bi-Bestia apareció por primera vez en The Incredible Hulk #169 (Nov. 1973) y fue creado por Herb Trimpe y Steve Englehart, que lo describió como "sólo otra idea para algo lo suficientemente poderoso/impresionante como para luchar con Hulk."

## Biografía del personaje ficticio
La Bi-Bestia es un androide con dos cabezas (una encima de la otra - el cráneo de arriba recibe conocimiento de la guerra, mientras que el cráneo de abajo recibió un conocimiento de la cultura) creado hace muchos años por una raza aviar que eran a su vez una subespecie de los Inhumanos. Por razones desconocidas, esta especie se extinguió, y la Bi-Bestia queda a su suerte en su ciudad. Años más tarde, la criatura ve a la Arpía con Bruce Banner, y se acuerda de sus antiguos amos aviares. La Bi-Bestia los captura a ambos e instruye a Banner para arreglar las máquinas ahora en descomposición en la ciudad. Banner, en su lugar, elige curar a la Arpía, que vuelve a la forma de Betty Ross poco después. La Bi-Bestia se da cuenta del engaño de Banner y lucha con el alter ego de Banner, Hulk, pero se distrae cuando una fuerza de ataque de A.I.M. dirigida por MODOK ataca la ciudad. En lugar de permitir que su hogar sea capturado, la Bi-Bestia activa un mecanismo de autodestrucción y perece en la explosión.
Desconocido para todos, un cilindro que contiene una segunda Bi-Bestia es expulsado de la ciudad en el momento de la explosión. Viene a descansar en el fondo del océano, y más tarde es recuperado y llevado al helitransporte de S.H.I.E.L.D.. La segunda Bi-Bestia despierta poco después, e impregnada de los recuerdos de la primera, decide tomar el control del Helitransporte y lanzar sus misiles en las principales ciudades metropolitanas, creyendo que la raza humana es responsable de la extinción de sus creadores. El general Thunderbolt Ross se da cuenta del peligro e inserta por la fuerza a Bruce Banner en el Helitransporte, donde se transforma en Hulk y lucha con Bi-Bestia una vez más. Los dos caen en mitad de la batalla a través de una apertura activada por S.H.IE.L.D., y se hunden muchos kilómetros hacia el océano. La Bi-Bestia desaparece y se supone que se ha ahogado.
Varios años más tarde, la Bi-Bestia vuelve a aparecer. El androide captura y esclaviza a las tripulaciones de los buques de guerra y lentamente recrea la ciudad cielo-isla aviar y construye un ejército para otro ataque de venganza contra la raza humana. Donald Blake, sin embargo, está viajando en el último buque en ser atacado (plantado allí por Tony Stark - el alter ego de Iron Man - que era consciente de la verdadera identidad de Blake y quería un "seguro" añadido) y se convierte en Thor, que derrota rápidamente a la Bi-Bestia y libera a los cautivos. Una Bi-Bestia aprehendida es luego liberada por su aliado secreto, el Hombre Bestia, y juntos los dos pelean con Thor y Iron Man.
Derrotada una vez más, la Bi-Bestia es capturada finalmente por el Extraño para estudiarlo y llevado al mundo laboratorio del Extraño. Con los otros cautivos, la Bi-Bestia escapa y ataca al Extraño, pero es derrotado por la heroína Princesa Poder. Más tarde regresa a la Tierra, y pelea con Hulk y Hulka, aunque la eficacia de Bi-Bestia se ve comprometida cuando una de sus cabezas desarrolla una atracción hacia esta última.
La Bi-Bestia ha luchado contra la Cosa y Chica Ardilla, y más tarde apareció como un cadáver en la serie Beyond!.
Un duplicado de Bi-Bestia más tarde aparece como un miembro de los Amos del Mal del Consejo Sombra.
Algún tiempo después Bi-Bestia fue convocada a Las Vegas a través del pozo de los deseos de Tyrannus junto con un Wendigo, Fin Fang Foom, Umar, y Arm'Cheddon para luchar contra Hulk. Se asoció con el Wendigo para usar los poderes del pozo para permitir que crezcan unos treinta metros de altura para luchar contra Hulk. Sin embargo, ambas criaturas fueron fácilmente derrotadas por Hulk y fueron encarcelados junto con Arm'Cheddon en la Dimensión Oscura por Umar hasta que Tyrannus y Fin Fang Foom invadieron la dimensión, permitiéndoles escapar del caos.
Una Bi-Bestia más tarde aparece como un miembro de los Dieciséis Siniestros.

## Poderes y habilidades
La Bi-Bestia es un androide muy avanzado con una fuerza sobrehumana, resistencia y durabilidad. La primera Bi-Bestia también posee un amplio conocimiento de la guerra aviar (en el cráneo superior) y cultura (en la parte baja del cráneo), pero no conocimiento de la ciencia. La Bi-Bestia medía originalmente unos 20 pies (6,1 m) de altura, pero sacrifica esto en un pacto con el Hombre Bestia. Por cortesía de una de las máquinas del Hombre Bestia, la Bi-Bestia fue infundido con odio puro, mientras que el Hombre Bestia fue concedido de un mayor poder de voluntad. Un efecto secundario fue la reducción de la Bi-Bestia, tanto su altura y el peso (pero no la fuerza).

## En otros medios

### Televisión
- Bi-Bestia ha aparecido en Los Vengadores: Los Héroes Más Poderosos del Planeta episodio "Hulk contra el Mundo". Él aparece como un preso del Cubo.

### Videojuegos
- Bi-Bestia aparece en el videojuego The Incredible Hulk con la cabeza superior de Bi-Bestia con la voz de Keith Ferguson y la cabeza inferior de Bi-Bestia con la voz de Chris Edgerly.[16] Creado por los científicos descontentos conocidos como el Enclave, Bi-Bestia es un androide cuyas cabezas dobles fueron destinadas para aumentar su poder de procesamiento para que sea lo suficientemente inteligente como para derrotar a Hulk, pero este esfuerzo no igualó la fuerza bruta de Hulk. Hulk arrancó las cabezas robóticas de la Bi-Bestia después de que él lo derrotó.